# Akira Sakata
Akira Sakata (坂田 明, Sakata Akira), né le 21 février 1945, est un saxophoniste de jazz japonais. 

## Biographie
Originaire de Kure dans la préfecture de Hiroshima, il découvre le jazz à l’âge de douze ans et apprend le saxophone. En 1969, il s’installe à Tokyo où il poursuit des études de biologie marine. Parallèlement, il commence à jouer dans différents groupes et rejoint en 1972 le Yamashita Yōsuke Trio, un important groupe de free jazz créé en 1966. Sakata quitte ce groupe en 1979 pour poursuivre une carrière en solo. Il a réalisé sous son nom une vingtaine d’albums.

## Discographie sélective
- 1975 : Distant Thunder avec Manfred Schoof, Yosuke Yamashita, Takeo Moriyama, Enja Records
- 1980 : 20人格 (20 Personalités), Better Days records
- 1980 : Pochi, Better Days
- 1980 : テノク・サカナ, Better Days
- 1987 : Tacology, Invitation
- 1988 : Mooko , NEC Avenue
- 1991 : Kamuychikap God's Bird avec Moshiri Kikaku, Moshiri Kikaku Records
- 1991 : Silent Plankton, Tokuma Japan Communications
- 2001 : Fisherman's.com, Starlet's Records
- 2002 :  La Mer avec Harpacticoida (Akira Sakata, Febian Reza Pane, Hiroshi Yoshino, Kumiko Takara), Enja Records
- 2005 およばれ (Tetrodotoxine), avec Jim O'Rourke, PJL
- 2006 :  ExpLosion, avec Jim O'Rourke, PJL
- 2008 : ハ行 (Hagyō), avec Jim O'Rourke et Yoshimio, PJL
- 2009 : Friendly Pants, avec Chikamorachi, Family Vineyard
- 2011 : Live At The Bitches Brew, avec Nobuyasu Furuya, Solid Records
- 2011 :  平家物語 (Le Dit des Heike), Doubtmusic
- 2011 : And That's The Story Of Jazz..., avec Chikamorachi et Jim O'Rourke, Family Vineyard
- 2011 : Live At Hungry Brain, avec Chikamorachi, Family Vineyard
- 2012 : Sora Wo Tobu!, avec Chikamorachi, King Records
- 2012 : Bridges, avec Andrea Centazzo et Kiyoto Fujiwara, Ictus Records
- 2014 : Arashi, avec Johan Berthling et Paal Nilssen-Love, Trost Records
- 2014 : Live At Cafe Oto, avec Giovanni Di Domenico, John Edwards, Steve Noble, Clamshell Records
- 2014 : The Cliff of Time, avec  Fred Longberg-Holm, Ketil Gutvik, Paal Nilssen-Love, PNL
- 2014 : Iruman, avec Giovanni Di Domenico, Mbari Musica